# Dortmunder

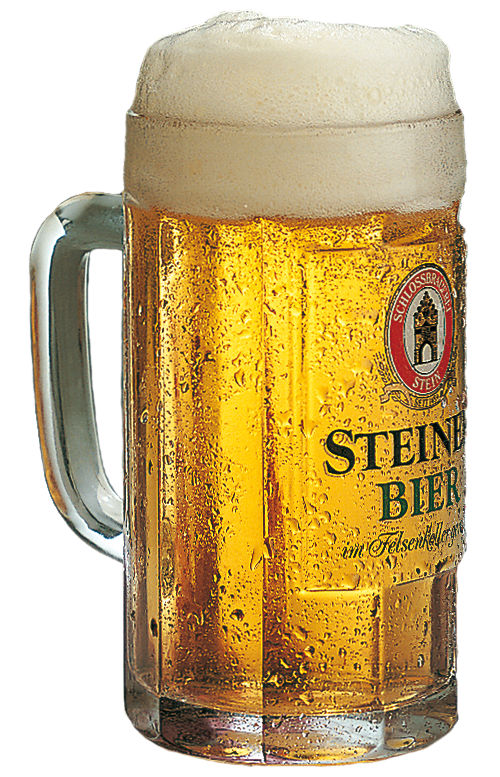
Jarra de cerveza dortmunder.

La cerveza Dortmunder (Dortmunder Helles o Dortmunder Bier) o procedente de Dortmund es una cerveza pálida alemana, generalmente elaborada con un menor contenido de lúpulo y un aroma más intenso que la cervezas Pilsener. La cerveza Dortmund es la cerveza de exportación (tipo Export) que proviene de la ciudad de Dortmund, en el oeste de Alemania, ciudad que es la mayor productora de cerveza de ese país. Fue elaborada inicialmente por la cervecera Dortmunder Union en el año 1873,en sus comienzos se hizo muy popular entre los trabajadores de la Industria, la elaboración fue declinando hasta que en el año 1994 se cedió su producción a Brinkhoff's.

## Historia
Dortmund era uno de los centros comerciales más tempranos para la elaboración de la cerveza en Alemania, estableciéndose desde los comienzos como una ciudad importante en la elaboración de la cerveza y que exportó sus cervezas a Westfalia así como a las ciudades vecinas. Las cervecerías de Dortmunder elaboraron cerveza originalmente a base de un trigo local que le proporcionaba una obscuridad coloreada de la cerveza brevemente fermentada. Sin embargo, en el año 1873, cuando la cerveza fermentada a base de cebada se empezaba a elaborar y comercializar en la ciudad checoslovaca de Pilsen y que era conocida como Pilsener, su popularidad se vio mermada e hizo que varias de las cervecerías locales se agruparan bajo el nombre de la 'unión de Dortmunder' para producir su propia cerveza dorada pálida bajo dirección del maestro cervecero Fritz Brinkhoff y poder competir con la nueva cerveza de silesia. Originalmente existían dos variedades de Dostmunder: Lagerbier (creveza de sótano) y la export, generalmente más fuerte. La versión más débil de la cerveza fue menos popular y sufrió una caída mayor en su demanda.